# Rainy Lake, Minnesota
Xã Rainy Lake (tiếng Anh: Rainy Lake Township) là một xã thuộc quận Koochiching, tiểu bang Minnesota, Hoa Kỳ. Năm 2010, dân số của xã này là 4.048 người.